# Schloss Beaumesnil

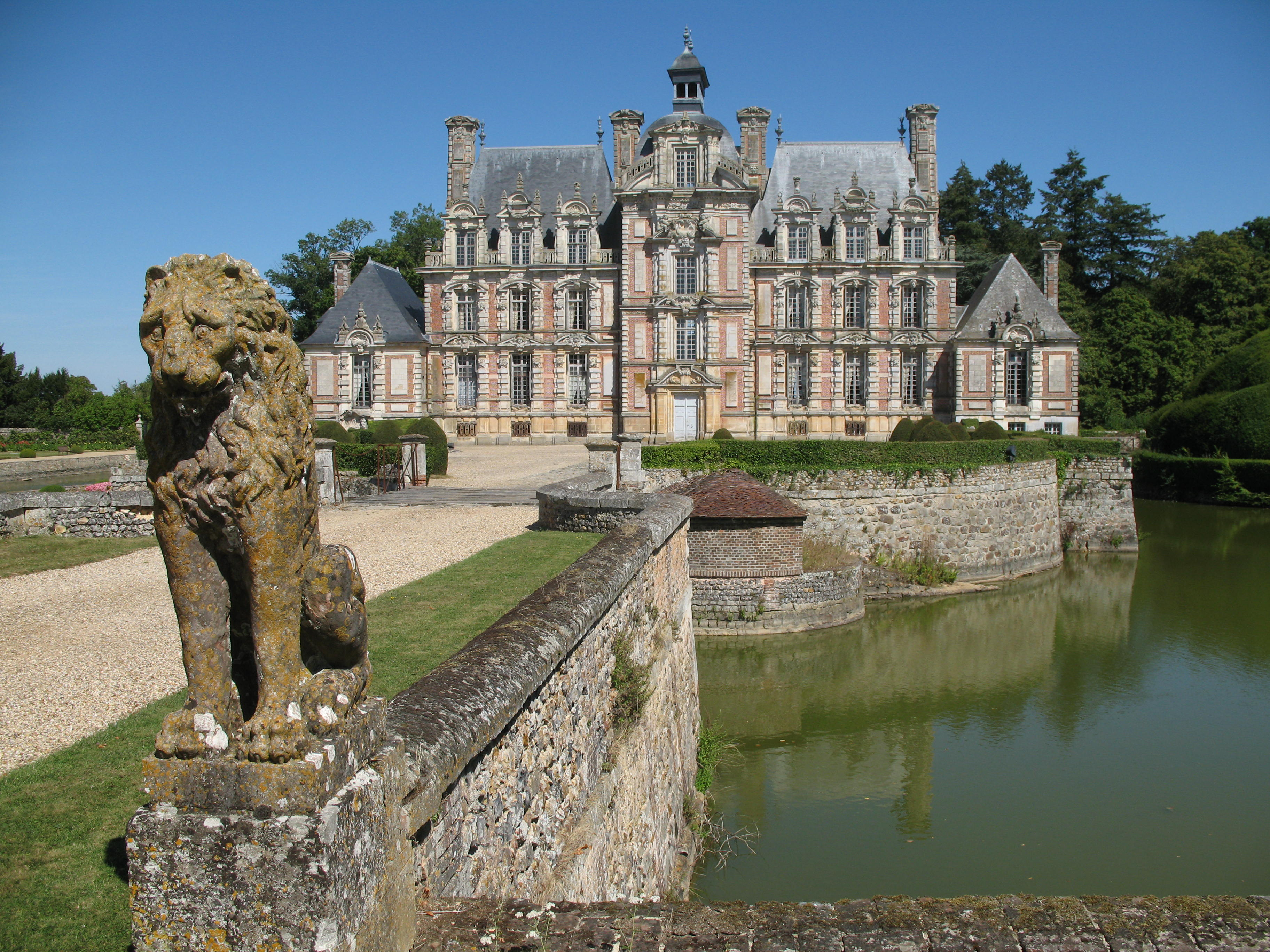
Westfassade und Weg zum Schloss

Das Schloss Beaumesnil (französisch Château de Beaumesnil) wurde in Beaumesnil von 1631 bis 1640 im Barockstil Louis XIII. erbaut. Es ist als Monument historique (historisches Denkmal) klassifiziert. Zu dem Schloss gehört ein 50 Hektar großer Park mit einer Gartenanlage à la française. In dem möblierten Schloss befindet sich ein Buchbindereimuseum.

## Geschichte

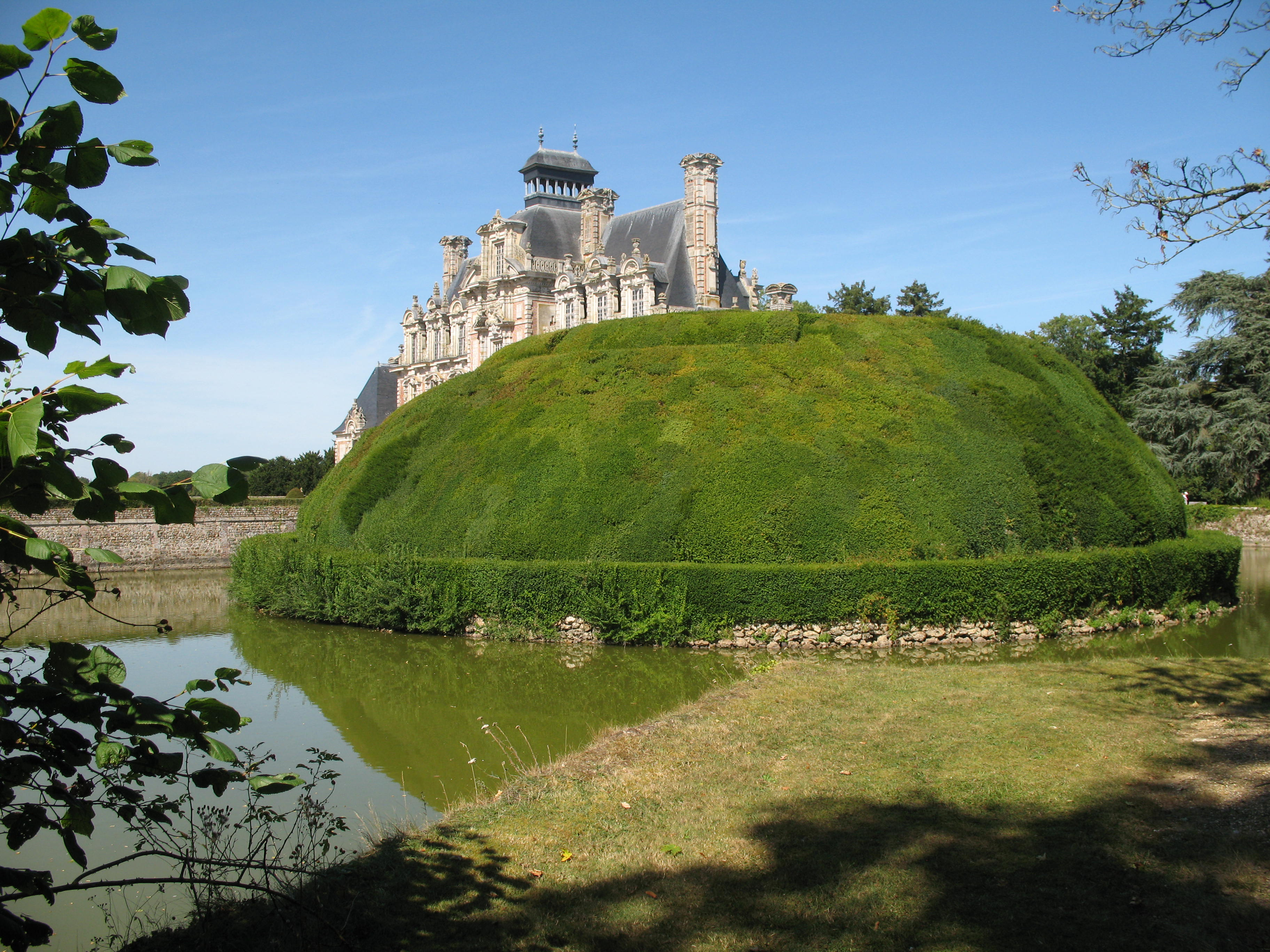
Mit Buchsbaum bewachsener Donjon

### Die Erbauer
Jacques le Conte, Marquis de Nonant und Baron de Beaumesnil, ließ das Schloss für seine Frau Marie Dauvet Desmaret auf dem Platz einer mittelalterlichen Motte erbauen. Die Burg war etwa um 1250 von Richard d’Harcourt gegründet worden. Teile des mit Buchsbaum bedeckten Donjons existieren immer noch. Marie Dauvet Desmaret war die Enkelin von Nicolas Brûlart de Sillery (1544–1624), der Kanzler von Frankreich gewesen war. Sie setzte nach dem Tod ihres Mannes die Bauarbeiten fort.
Am Bau wirkten 1631 Martin und Toussaint Laflèche mit, zwei Maurermeister aus Feucherolles (im Département Yvelines), die nach Zeichnungen des Marquis de Nonant arbeiteten. Ebenfalls 1631 verrichtete der Zimmerer Jean Loiseau sämtliche Zimmerarbeiten am Mauerwerk und fertigte die Fußböden. Der Maurermeister Jean Gaillard aus Rouen ließ im selben Jahr die Fassade auf der Hofseite errichten und leitete die Maurerarbeiten zu jener Zeit. Er ließ Baptiste Bastard und Jean Beauroulles, Maurermeister aus Saint-Pierre-de-Cernières, die Maurerarbeiten an der Terrassenseite verrichten.
1633 traf sich Jean Gaillard mit dem Marquis de Nonant, um die Größe der Steine im ersten Stock zu besprechen. 1638 wurde ein Dachdecker namens Gervais Lemarinier erwähnt. Jacques-François Leclerc Skulpteur und Brunnenbauer (Fontainier) hatte im Juni 1639 die Arbeiten an den Skulpturen noch nicht beendet.

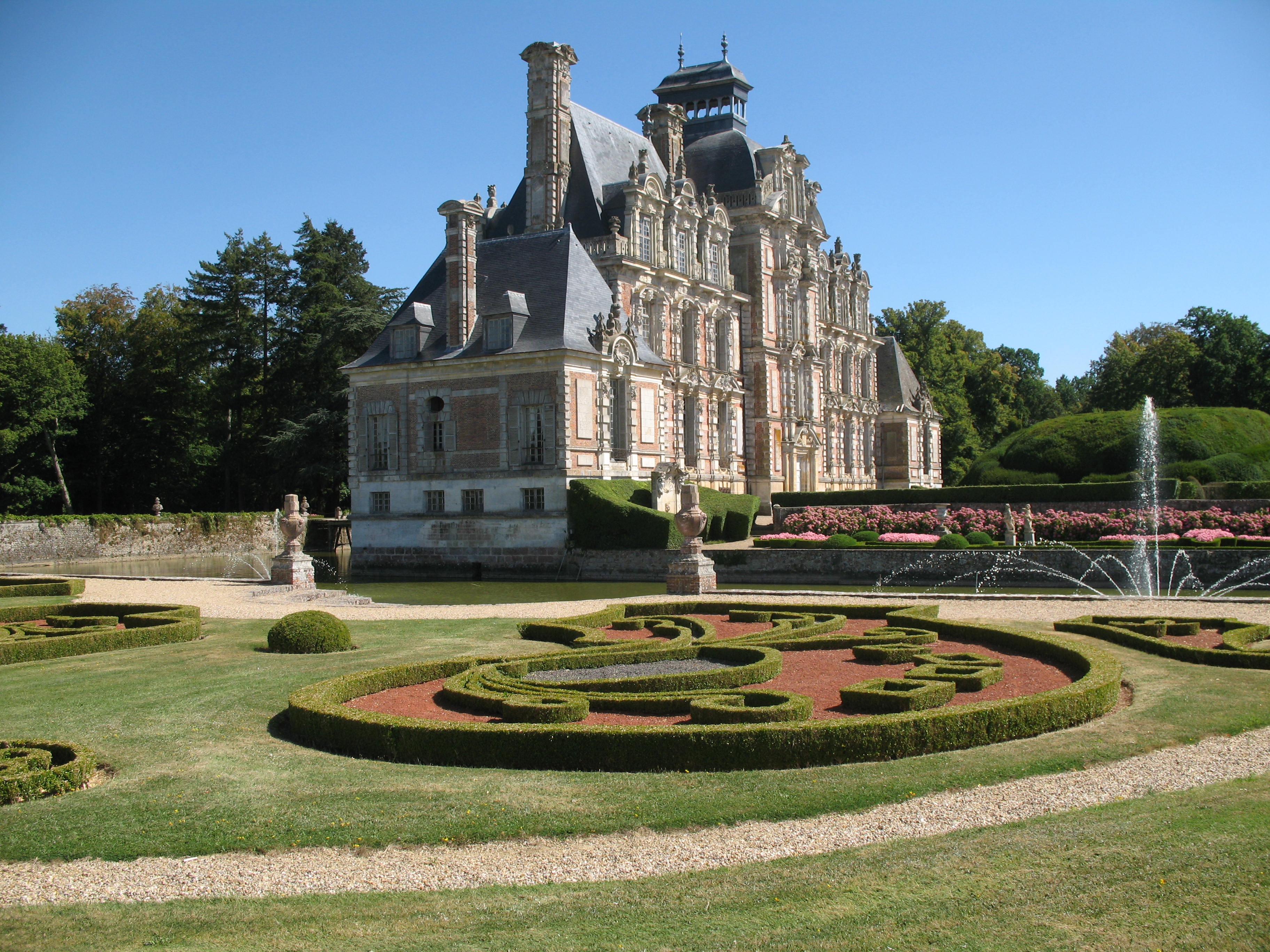
Gartenanlagen

Der einzige Sohn Jacques Le Conte de Nonants starb 1654 im Alter von 20 Jahren. Seine Schwester Catherine erbte daraufhin Beaumesnil. Sie heiratete sechs Jahre später Hérard Bouton, Comte de Chamilly und Gouverneur von Dijon († 1672).

### Spätere Besitzer
Pferdestall und Kutschenschuppen wurden 1706 erbaut.
Durch Heirat gelangte das Schloss in den Besitz der Familie Martel de Graville. Von 1735 bis 1757 ließ die Marquise Martel de Graville die Fenster vergrößern, eine Lindenallee pflanzen und den Park umgestalten. Es existiert ein Plan des Parks von 1760.

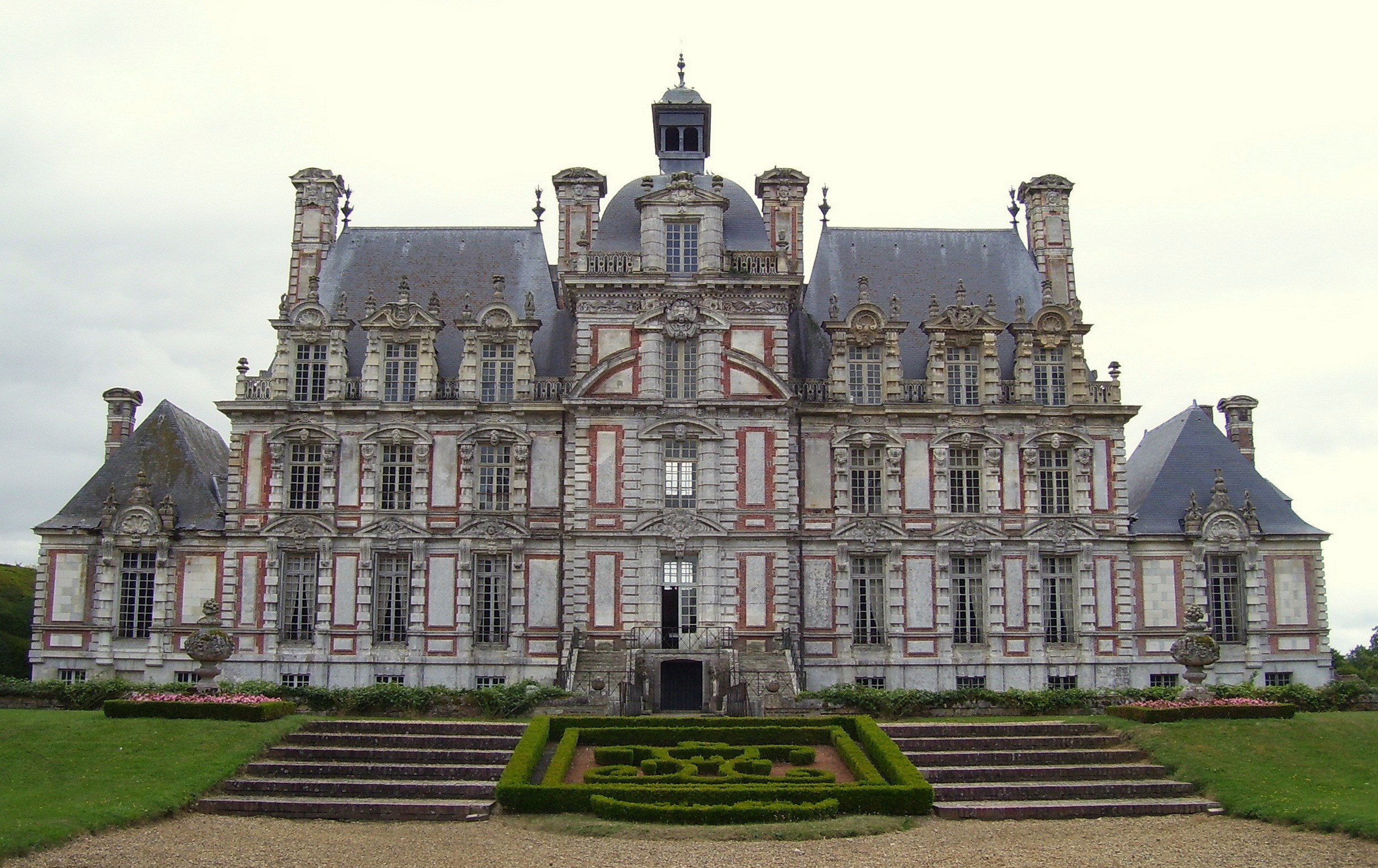
Ostfassade

Ebenfalls durch Heirat fiel der Besitz an die Familie Béthune. Armand-Joseph de Béthune (1738–1800), Pair von Frankreich und Duc von Béthune-Charost, machte Beaumesnil zu seinem bevorzugten Wohnsitz. Sein Sohn wurde am 27. April 1794 im Zuge der Französischen Revolution guillotiniert und hinterließ keine Erben. Am 29. Dezember 1793 wurde das Archiv des Schlosses verbrannt, und im Juni und Juli 1794 wurden die Möbel des Schlosses versteigert.
Nach Béthune-Charosts Tod fiel Beaumesnil 1802 durch die Heirat der Witwe Maximilienne-Augustine de Bethune mit Eugène de Montmorency-Laval an dessen Familie. Eugène de Montmorency-Laval erhielt nach dem Tod seines älteren Bruders Mathieu den Herzogstitel. Er ließ 1819 die Pfarrkirche Saint-Nicolas am Eingangstor zum Schlossgrundstück errichten.
Ab 1830 wurden ein Landschaftsgarten hinzugefügt, der teilweise durch Restaurierungsarbeiten in den Jahren nach 1950 entfernt wurden.
1833 heiratete Eugène de Montmorency-Laval in zweiter Ehe die Tochter des Schriftstellers Joseph de Maistre und vererbte das Schloss an seinen Schwager Rodolphe de Maistre (1789–1866).
Die neugotische Begräbniskapelle trägt die Jahreszahl 1835. Sie wurde von dem Schweizer Architekten Joseph-Antoine Froelicher entworfen. Die Pavillons wurden im 19. Jahrhundert vergrößert.
Dmitri Pawlowitsch Romanow, Großherzog von Russland, besaß das Schloss ab 1927, verkaufte es jedoch 1939 an Jean Furstenberg, der das Schloss neu möblierte und restaurieren ließ.

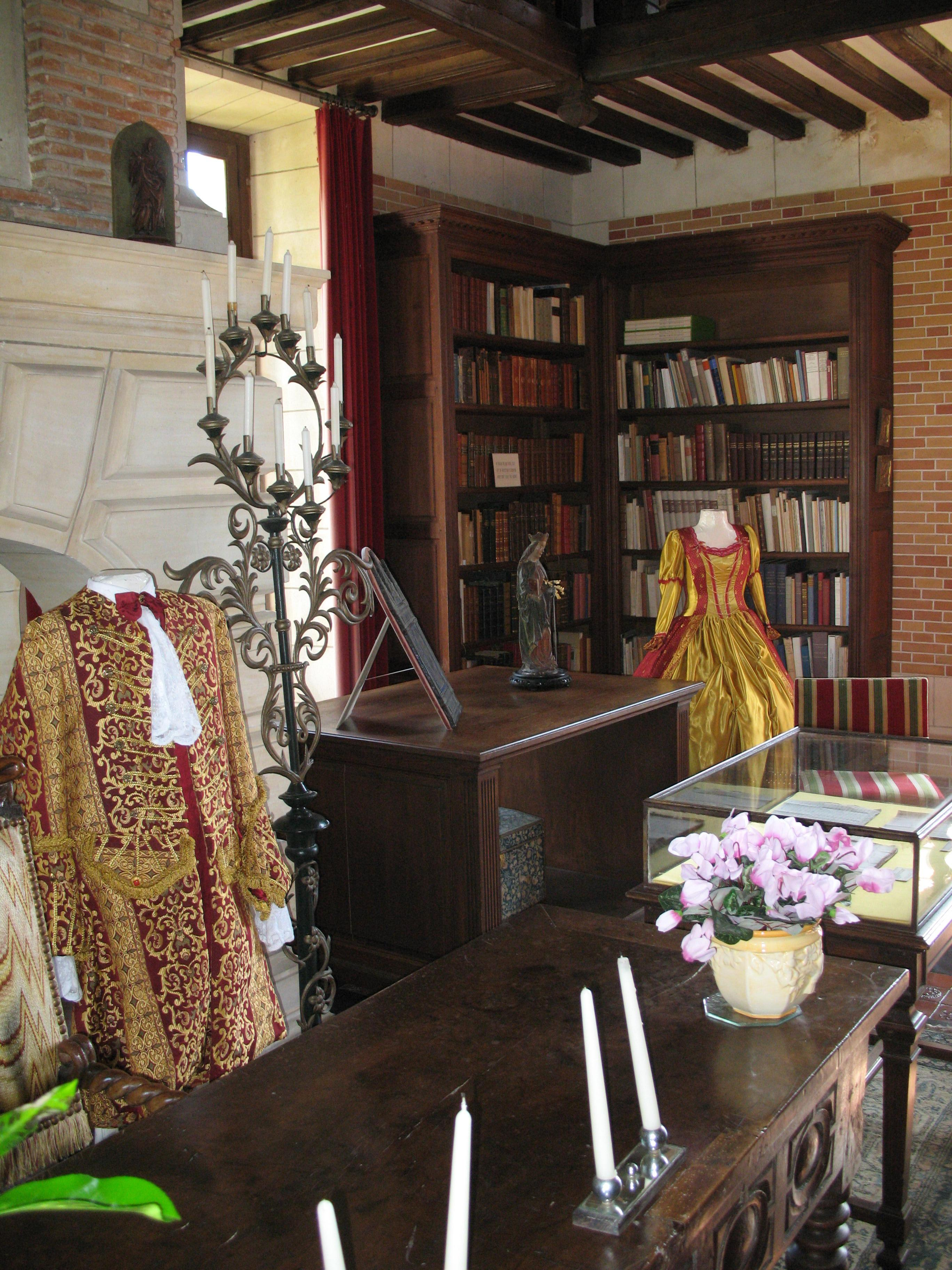
Ehemalige Bibliothek

Jean Furstenberg (eigentlich „Hans Fürstenberg“) war ein deutscher Bankier. Er hatte eine bedeutende Buchsammlung, deutsche Originalausgaben, Holzschnitte, französische Bücher des 18. Jahrhunderts und schöne Einbände. 1936 floh er mitsamt seinen 16.000 Büchern nach Paris. Furstenberg nahm Verbindung zur französischen Nationalbibliothek auf und schenkte ihr 700 Erstausgaben deutscher Bücher. Als die deutsche Armee auf Paris zumarschierte, verlagerte die Nationalbibliothek einige wertvolle Manuskripte in das Schloss Beaumesnil. Die Archives de France verlagerten die Archive von Rouen ebenfalls dorthin. Kurz vor der Ankunft der Deutschen wurden einige der Manuskripte und Bücher noch per Zug nach Südfrankreich geschickt. Bei der Besetzung Beaumesnils, wurde ein Teil der Archive zerstört und ein anderer Teil nach Paris geschafft. Furstenbergs Bücher wurden vom Einsatzstab Reichsleiter Rosenberg beschlagnahmt und zur Zentralbibliothek der Hohen Schule der NSDAP in Berlin gebracht. Bis zu seinem Tod 1982 war sein Bestreben die Sammlung wieder zu komplettieren. Einige Bücher befanden sich in der Bibliothek Otto Schäfer.

### Heutige Nutzung
Heute befindet sich das Schloss im Besitz der als gemeinnützig anerkannten Stiftung Fondation Fürstenberg-Beaumesnil, die sich seit Jean Fürstenbergs Tod im Jahr 1982 um die Erhaltung des Schlosses bemüht und Schlossbesuche möglich macht. Besichtigungen sind von Ostern bis September möglich. 2015 machte der damalige Leiter der Stiftung die Bekanntschaft von Lancelot Guyot. Zusammen gründeten sie die Gesellschaft Tous au Château, die die Vermarktung des Schlosses übernimmt. Ein Teil der Einnahmen wird an die Stiftung zurückgezahlt. Die Menge der Besucher hat sich in den ersten fünf Jahren der Zusammenarbeit vervierfacht. Durch die Massenquarantäne während der COVID-19-Pandemie sind die Einnahmen gesunken. Tous au Château mussten ein Darlehen von 250.000 € aufnehmen. Dieses Darlehen wird sei Januar 2022 zurückgezahlt.

## Anlage

### Gebäude

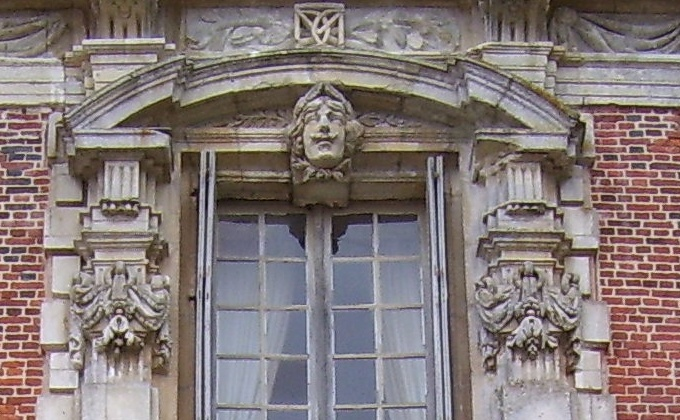
Fenstersturz mit Maske

Das heutige Schloss Beaumesnil ist einzigartig in Frankreich, vergleichbar nur mit der Fontaine Médicis und dem Hôtel de Sully in Paris.
Das eigentliche Schloss besteht aus einem Hauptgebäude, das von zwei kleineren Pavillons flankiert wird. Froelicher veränderte die Pavillons im 19. Jahrhundert, so dass sie mehr dem Klassizismus entsprachen. Ihr heutiges Aussehen verdanken sie Henri Jacquelin, einem normannischen Architekten, der in Évreux geboren wurde und auch die Burg Hattonchâtel restaurierte. Er ließ die Pavillons um 1921 erneut mit Skulpturen versehen. Das Hauptgebäude besitzt vier Etagen, Keller, zwei Wohnetagen und Dachgeschoss. Es ist nicht genau nach den Himmelsrichtungen ausgerichtet, die Vorderfront liegt ungefähr in Richtung Westen.
Die Fenster sind mit Säulen und Pilastern umgeben. Über den Fenstern befinden sich Dreiecksgiebel, die mit Kugeln, Vasen, Cherubim, heraldischen und militärischen Attributen und Masken der Commedia dell’arte geschmückt sind. Auch der Dachgiebel und die großen Schornsteine sind derartig verziert. Bei den Änderungen, die 1735 bis 1757 an den Fenstern des Erdgeschosses vorgenommen wurden, wurden deren Verzierungen entfernt und dafür Eisengitter angebracht. Über dem Eingang wurden im 19. Jahrhundert die Wappen der Familien Montmorency-Laval und Béthune-Charost modelliert. Das Wappen des Erbauers findet sich am Dachgiebel der Ostfassade.

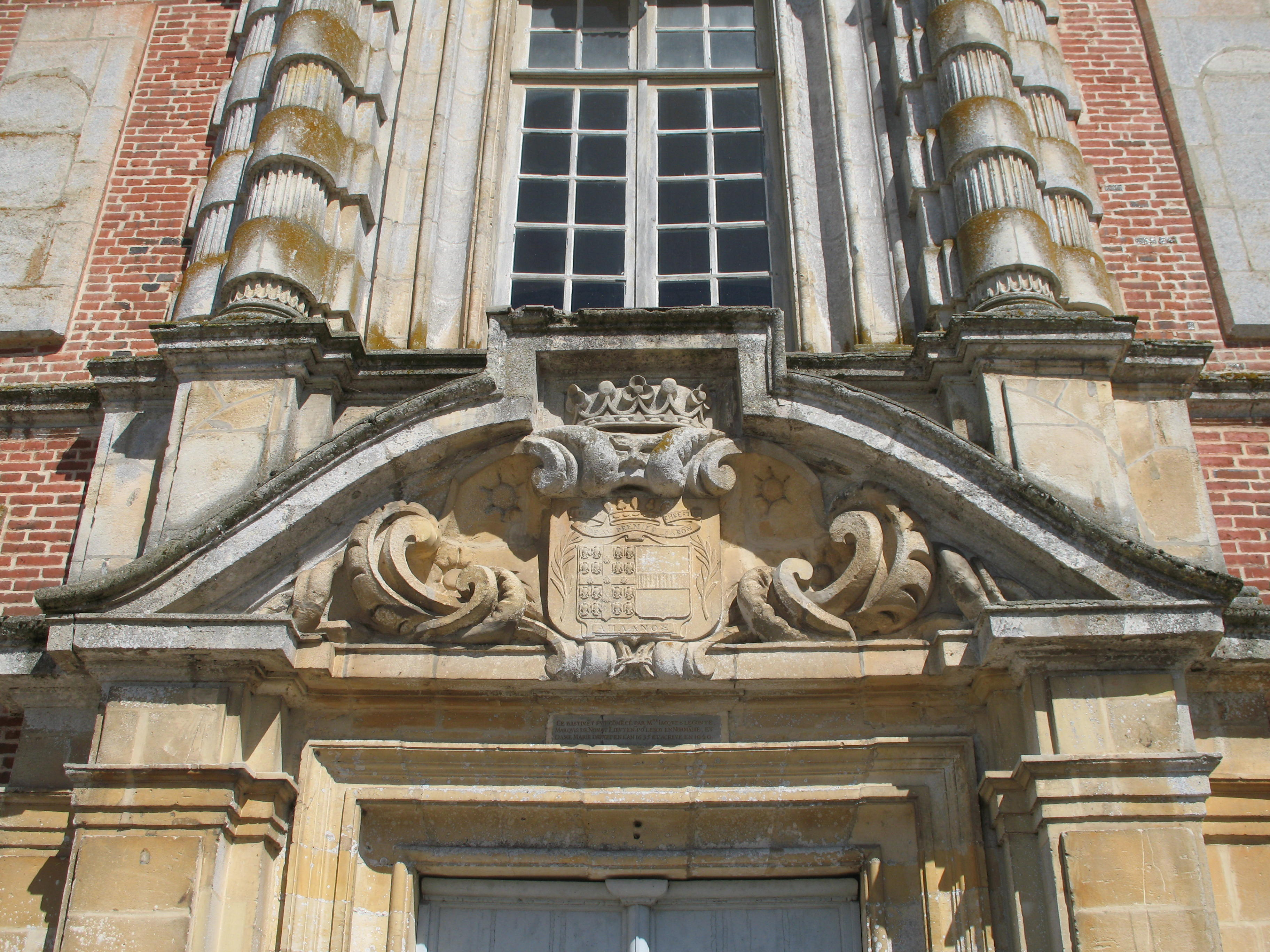
Türsturz mit Wappen

Der Treppenaufgang im Inneren des Schlosses ist nach oben hin verjüngt und vermittelt deshalb den Eindruck großer Höhe. Der Salon besitzt verzierte eichene Wandverkleidungen, die Gonzague de Maistre (1873–1936) nach dem Vorbild von Wandverkleidungen im Schloss Versailles gestalten ließ. Heute befinden sich im Esszimmer, der Bibliothek und einigen anderen Räume, antike Möbel und die Sammlungen des Bucheinbandmuseums.

### Grünflächen
Von den Gärten, die gleichzeitig mit dem Schlossbau angelegt wurden, existieren nur noch Statuen. Einige der Statuen haben allerdings durch Restaurierungsarbeiten ihren ursprünglichen Ausdruck verloren. Die originalen Gärten waren von Jean-Baptiste de La Quintinie gestaltet worden, der auch den Potager du roi, den Gemüsegarten des Königs, in Versailles entworfen hat. Die ursprünglichen Barockgärten von Beaumesnil umfassten einen Gemüsegarten links, Lustgärten und Obstbäume rechts vom Schloss (vom Eingang aus gesehen). Es gab außerdem ein Labyrinth. Ein Kanal aus dem 18. Jahrhundert an der rechten Seite versorgte Gärten und Graben mit Wasser. Im 19. Jahrhundert waren die Gärten in einen Park verwandelt worden, die Lindenallee blieb erhalten.
Der heutige „Garten der vier Jahreszeiten“ zwischen dem Wassergraben und dem Ehrenhof wurde im 19. Jahrhundert als „Garten der Madame“ angelegt, allerdings gab es darin zu jener Zeit Bäume. 1927 wurden diese Bäume gefällt, Rasen gepflanzt und ein Brunnen angelegt.

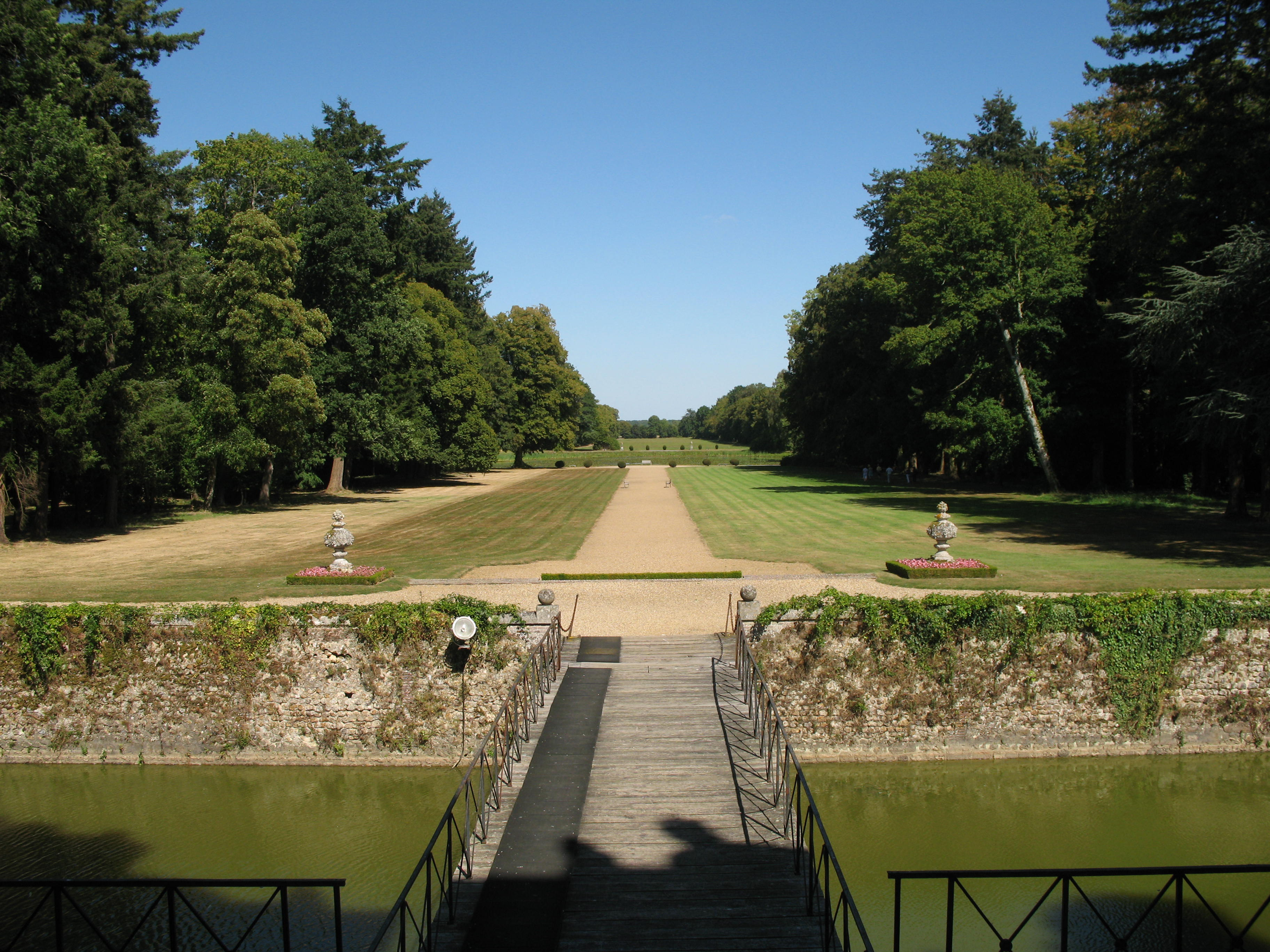
Blick vom Schloss auf den Park

Das Schloss ist umgeben von einem großen Wassergraben, der an der Vorderseite des Schlosses über eine Brücke mit dem Ehrenhof verbunden ist. Die ursprüngliche Terrasse war nur 23 Meter breit und 4,5 Meter lang, wurde im 18. Jahrhundert aber vergrößert. Jean Furstenberg und seine Frau richteten kleine abgeschlossene Gärten im Stil eines Klostergartens an einer Seite des Ehrenhofs ein. Sie leiten zum sogenannten „Halbmond“ weiter, einem Barockgarten mit Broderieparterre.
Die Reste der Motte wurden als Eishaus genutzt. Im 19. Jahrhundert wurde ein begehbarer Weg auf der mit Buchsbaum bewachsenen Motte angelegt.

## Denkmalschutz
Am 8. Mai 1926 wurde das Schloss in das Zusatzverzeichnis der Monuments historiques eingetragen. Später klassifizierte Teile des Schlosses wurden aus dem Zusatzverzeichnis ausgetragen. Klassifizierte Teile sind: Fassaden, Dächer, der große Treppenaufgang im Inneren des Schlosses, der Ehrenhof, der Wassergraben, das Ensemble von Park und Terrasse sowie die Motte. Die Klassifizierung fand am 20. Dezember 1966 statt. Der Park an sich, der Vorhof, der Obstgarten, der eingezäunte Garten mit seinen Anlagen, Gittern und Toren, Fassaden und Dächer der Pavillons und der Bediensteteneingang wurden am 5. Februar 1997 in das Zusatzverzeichnis der Monuments historiques eingetragen.